# Molophilus pallidipes
Molophilus pallidipes là một loài ruồi trong họ Limoniidae. Chúng phân bố ở miền Cổ bắc.